# Luitzen Egbertus Jan Brouwer
Luitzen Egbertus Jan Brouwer, nizozemski matematik in filozof, * 27. februar 1881, Overschie, Nizozemska, † 2. december 1966, Blaricum, Nizozemska. 

## Življenje in delo
Njegov oče je bil skromen nizozemski vaški učitelj. O vrednosti matematičnih dognanj je razmišljal: »Dobri in vse pozornosti vredni so tisti matematični izsledki, ki človeka, ko se seznani z njimi, nekako razsvetlijo, ga privzdignejo, mu razširijo obzorje. Človek začenja globlje dihati, pred njim se odpirajo nove dalje ...« Pravil je, da se je začel ukvarjati z matematiko iz splošnih filozofskih interesov in vzpodbud. Po njegovem je matematika nujni sestavni del filozofskega spoznavanja
sveta. 
Brouwer je diplomiral na Univerzi v Amsterdamu. Od leta 1909 do 1951 je bil tam tudi profesor matematike. Svoje najpomembnejše rezultate iz topologije je prispeval v letih od 1909 do 1913. Obiskovala sta ga ruska topologa Luzin in Urison. 
Skupaj z Weylom je zaoral novo brazdo v osnove matematike, intuicionizem, ki priznava izključno samo konstruktivne dokazovalne postopke. V svojem doktorskem delu O osnovah matematike (Over de grondslagen der wiskunde) iz leta 1907 se je dotaknil logičnih osnov matematike in je podal začetke intuicionizma. Istega leta je v delu O nezanesljivosti logičnih načel (Over de onbetrouwbaarheid der logische principes) zavrnil uporabo matematičnih dokazov na osnovi načela izključenega srednjega (ali izključenega tretjega). Po tem načelu je vsaka matematična trditev bodisi resnična bodisi neresnična. Nobena druga možnost ni dovoljena. Leta 1907 je začel raziskovati Hilbertovo delo in je odkril izrek o premiku ravnine, ki je označeval topološko kartiranje kartezične ravnine. Raziskoval je tudi izreke o negibni točki, ki so pomembni pri osnovah nekaterih osnovnih izrekih v matematičnih vejah, kot so diferencialne enačbe in teorija iger. 
Leta 1911 je odkril svoje izreke o topoloških invariantah, nespremenljivih lastnostih topološke razporeditve pri spremembah s poljubno operacijo. Leta 1912 je našel drug dokaz izreka o negibni točki v topologiji, ki ga je dve leti prej 1910 v splošnem dokazal Jacques Salomon Hadamard. Poleg tega je združil metode, ki jih je razvil Georg Cantor z metodami analitičnega računa, predhodnika topologije. Zaradi njegovega dela ga mnogi matematiki imajo za ustanovitelja topologije. Svoje zamisli je podal istega leta v delu Dokaz Jordanovega izreka za N razsežnosti (Beweis des Jordanschen Satzes für N Dimensionen).
Leta 1918 je objavil teorijo množic. Leta 1919 je objavil teorijo mere in leta 1923 teorijo funkcij. Vse teorije je razvil brez uporabe načela izključitve srednjega. Nadaljeval je s svojim delom vse do leta 1954. V tem času ga drugi niso sprejeli. Za intuicionizem so se začeli zanimati šele po letu 1945, predvsem zaradi dela in prispevkov Stephena Kleeneja.
Brouwer je bil posredno član skupine Significs group, ki je združevala somišljenike na področju novokantovske filozofije. Skupina je nastala med zgodnjim razvojem semiotike in še posebej na pobude angleške neodvisne učenjakinje Victorie, Lady Welby (1837-1912).

## Priznanja

### Poimenovanja
Po njem in po astronomu in geofiziku Dirku Brouwerju se imenuje krater Brouwer na Luni. 